# Coppa della Regina 2011 (calcio)
La Copa de la Reina 2011 è stata la 29ª edizione della Coppa di Spagna riservata alle squadre femminili. La finale si è svolta a Las Rozas ed è stata vinta dal Barcellona per 1-0 nel derby catalano contro l’Espanyol.

## Sistema di competizione
Partecipano 14 squadre, le 8 che compongono il Gruppo A della seconda fase della Primera División, e le squadre dalla prima alla terza posizione nei gruppi B e C. Le prime due classificate del Gruppo A sono qualificate automaticamente ai Quarti di finale della competizione.

## Ottavi di finale
Le gare di andata si sono svolte il 1 maggio 2011 mentre quelle di ritorno l’8 maggio.
| Squadra 1         | Totale | Squadra 2     | Andata | Ritorno |
| ----------------- | ------ | ------------- | ------ | ------- |
| Atlético Madrid   | 4-1    | Collerense    | 1-0    | 3-1     |
| Sant Gabriel      | 4-3    | Levante       | 3-2    | 1-1     |
| Real Sociedad     | 3-2    | Valencia      | 1-0    | 1-2     |
| Athletic Bilbao   | 11-1   | Lagunak       | 6-0    | 5-1     |
| Barcellona        | 7-1    | Reocín Racing | 4-1    | 3-0     |
| Prainsa Saragozza | -      | Huelva        | -      | -       |

## Quarti di finale
Le gare di andata si sono svolte il 15 maggio 2011 mentre quelle di ritorno il 22 maggio.
| Squadra 1       | Totale | Squadra 2         | Andata | Ritorno |
| --------------- | ------ | ----------------- | ------ | ------- |
| Barcellona      | 4-1    | Rayo Vallecano    | 2-0    | 2-1     |
| Real Sociedad   | 4-3    | Sant Gabriel      | 3-1    | 1-2     |
| Atlético Madrid | 3-1    | Prainsa Saragozza | 2-1    | 1-0     |
| Espanyol        | 5-1    | Athletic Bilbao   | 3-1    | 2-0     |

## Semifinali

### Risultati
| Las Rozas de Madrid 17 giugno 2011, ore 18:00 CEST        | Barcellona | 2 – 0 | Real Sociedad | La Ciudad del Fútbol |
| \| \| \| \| \| Corredera 51’ Rubio 77’ \| Marcatori \| \| |            |       |               |                      |
|                                                           |            |       |               |                      |
| Corredera 51’ Rubio 77’                                   | Marcatori  |       |               |                      |

| Arbitro: | Raúl Sánchez Mateos |

|            |           |  |
| Romero 19’ | Marcatori |  |

## Finale
| Arbitro: | Valentín Pizarro |

|             |           |  |
| García 107’ | Marcatori |  |